# Beáta Hoffmann
Beáta Hoffmann   (Győr, 22 de juny de 1967) és una ex-jugadora d'handbol hongaresa que va competir durant les dècades de 1980 i 1990.
El 1996 va prendre part en els Jocs Olímpics d'Atlanta, on guanyà la medalla de bronze en la competició d'handbol. En el seu palmarès també destaca una medalla de plata al Campionat del món d'handbol de 1995. Entre 1988 i 1998 va jugar 166 partits amb la selecció nacional. A nivell de clubs jugà al Győri Graboplast ETO, equip amb el que fou finalista de la Copa EHF de 1998-1999.